# Арві Калста
Арві Калста (фін. Arvi Kalsta 14 жовтня 1890, Йоенсуу — 25 травня 1982, Гельсінкі) — фінський військовий, правий політик і бізнесмен. Учасник Першої світової війни на боці кайзерівської Німеччини, фінляндської громадянської війни на боці білих, двох совєцько-фінських воєн. Активіст Руху Лапуа. Засновник фінських націоналістичних організацій.

## У єгерському русі
Народився в сім'ї будівельного підприємця Густава Адольфа Гренберга. При народженні отримав прізвище батька і ім'я Арвід Даніель. У 1912–1915 навчався в Гельсінському університеті на інженера-механіка.
Арвід Даніель Гренберг дотримувався націоналістичних поглядів, був прихильником незалежності Фінляндії від Російської імперії.
У Першій світовій війні виступав на стороні кайзерівської Німеччини.
На початку 1915 вступив до першої ж групи добровольців, які перебралися до Німеччини для проходження військової підготовки.
З осені 1915 служив у 27-му єгерському батальйоні на Східному фронті. Брав участь в боях з російськими військами.

## У громадянській війні
У лютому 1918 Гренберг прибув до Вааса, де розташовувався Сенат Фінляндії — «білий» уряд періоду громадянської війни.
У чині капітана приєднався до антикомуністичного Охоронного корпусу, прийняв командування єгерським батальйоном. Брав участь у битві за Тампере і взятті Виборга.
Гренберг показав себе кваліфікованим і хоробрим військовим, але його амбітність і жорсткість викликала невдоволення Маннергейма. Після того, як Гренберг необгрунтовано роззброїв польського офіцера, Маннергейм віддав розпорядження відправити його під місячний арешт. В знак протесту відразу після закінчення громадянської війни Гренберг звільнився з військової служби.

## У Русі Лапуа
У 1920-х Арвід Гренберг працював комерційним представником і менеджером промислових підприємств.
З 1926 носив ім'я Арві Калста — з фінським, а не шведським звучанням.
У 1930 — 1931 пройшов навчання в офіцерській школі «Taistelukoulu», отримав спеціальність військово-спортивного інструктора.
У 1931–1932 закінчив також юридичний факультет Гельсінського університету по прискореному курсу.
Праві політичні погляди Арві Калсти привели його до Руху Лапуа Вігторі Косоли.
Він очолював оперативно-штурмову групу, яка займалася затриманням і нейтралізацією політичних супротивників — комуністів і соціал-демократів.
У липні 1930 бойовики Калсти (серед них був Ейно Гаарлем, син відомого підприємця Рафаеля Гаарлема) викрали і утримували соціал-демократичного політика Вяйне Гаккілу, колишнього міністра юстиції і мера Тампере.
Восени 1932 Арві Калста здійснив подорож Німеччиною. Вивчав місцеві політичні технології та організаційні засади. Повернувся до Фінляндії переконаним прихильником націоналізму.

## У націоналістичній політиці
2 грудня 1932 через день після повернення з Німеччини, Арві Калста з групою однодумців заснував «Фінську народну організацію» («SKJ») — першу у Фінляндії партію націонал-соціалістичного спрямування.
Незважаючи на досить жорстку політичну програму, в практичній політиці «SKJ» була досить помірною, діяла тільки в правовому полі. Займалася в основному пропагандою, безуспішно брала участь у виборах 1933. Колишні акції Калсти не практикувалися — позначився досвід Мянтсяльского заколоту і його придушення в березні 1932. Діяльність «SKJ» тривала до 1940.
Арві Калста тимчасово припинив політичну діяльність в 1936, коли отримав пропозицію зайняти пост директора елітного готелю «Pohjanhovi» в Рованіемі (нині готель «Rantasipi Pohjanhovi»). Обіймав посаду до 1938. Потім працював комерційним представником іноземних компаній у Фінляндії.

## У совєцько-фінських війнах
На Зимовій війні капітан Калста командував батальйоном піхотного полку. Особисто брав участь у боях.
Повернувшись в Гельсінкі, відновив політичну активність.
У 1940 Калста заснував Націонал-соціалістичну організацію («KSJ»), яка відтворила програму «SKJ».
Нова партія мала в своїй структурі об'єднання етнічних шведів, Фінський робітничий фронт, штурмовий підрозділ, мала у своєму розпорядженні зв'язками з бізнесом. Виступала в альянсі з Фінською націонал-соціалістичною трудової організацією. Однак в 1941 в «KSJ» стався розкол, спровокований боротьбою за лідерство між Арві Калстою і його заступником Юр'йо Райкасом.
Під час совєцько-фінської війни (1941—1944) Арві Калста служив у військовій комендатурі Савонлінна, потім був направлений командувати ротою, але вже в квітні 1942 звільнений з військової служби. Після цього повернувся до комерційної діяльності.

## Повоєнне життя
19 вересня 1944 адміністрація Маннергейма уклала Московське перемир'я. Стаття 21 угоди передбачала «припинення націонал-соціалістичної пропаганди» і «заборона націонал-соціалістичних організацій» Фінляндії. На цій підставі була заборонена діяльність «KSJ».
Арві Калста намагався втекти з Фінляндії, але був заарештований і деякий час перебував у в'язниці за сфабрикованим звинуваченням у військових злочинах. Після звільнення Калста продовжував займатися бізнесом. Політичної активності не виявляв, але симпатизував правим силам.
Помер Арві Калста у віці 91 року.
Арві Калста залишається великим ідейно-політичним авторитетом для фінських і шведських правих.

## Нагороди
- Залізний хрест 2-го класу (Королівство Пруссія)
- Орден Хреста Свободи 4-го і 3-го класу з мечами
- Пам'ятна медаль Визвольної війни із застібкою
- Почесний хрест ветерана війни з мечами (Третій Рейх)
- Пам'ятна медаль Зимової війни
- Єгерський хрест